# K. V. Kamath
Kundapur Vaman Kamath (Mangalore, 2 de dezembro de 1947) é um economista indiano e foi o primeiro presidente do Novo Banco de Desenvolvimento.

## Biografia

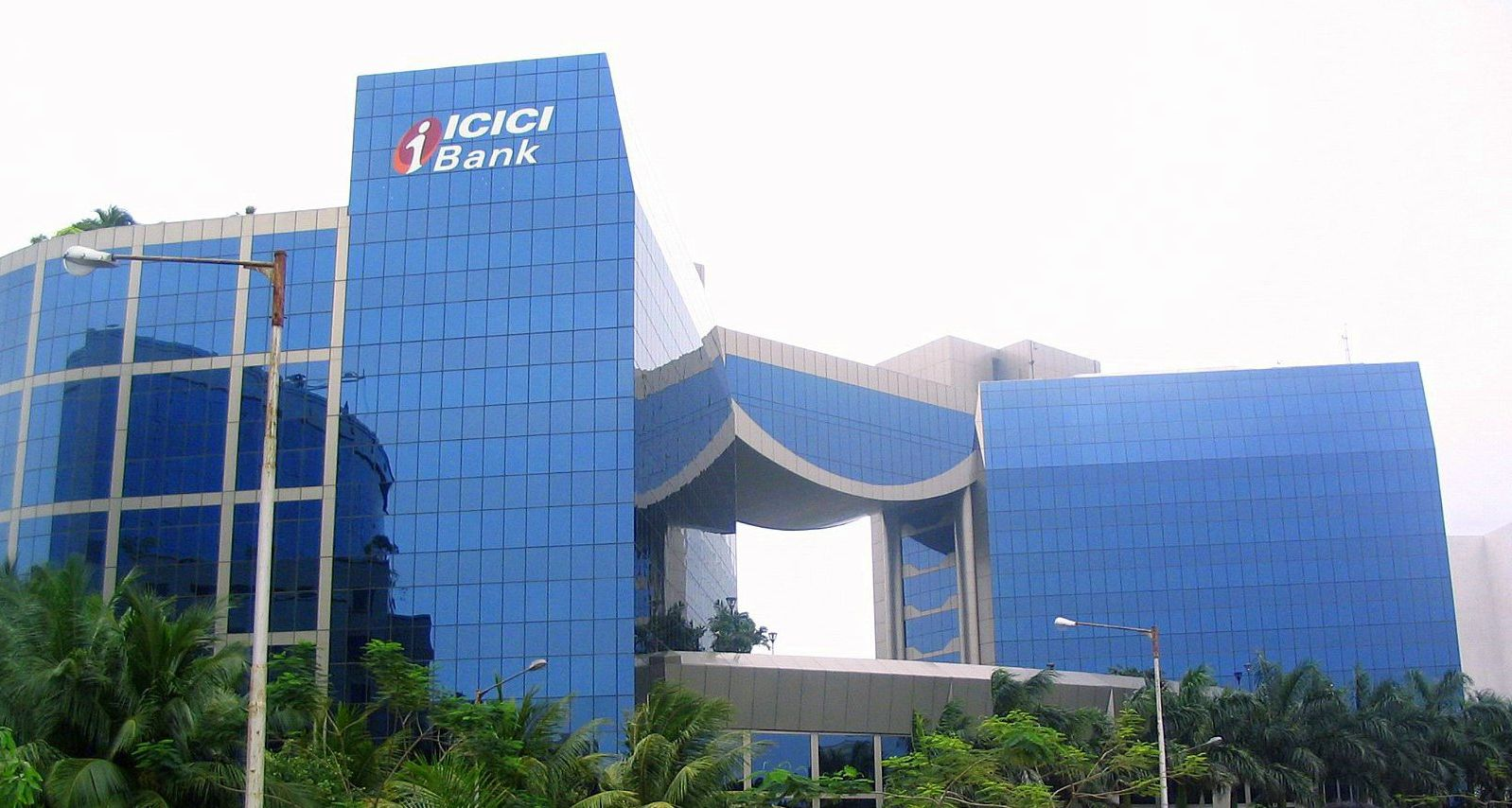
ICICI Bank uma das instituições que Kamath trabalhou.

Em 1988, ingressou no Banco Asiático de Desenvolvimento, em Manila, em seu departamento do setor privado. Sua principal experiência de trabalho no ADB foi em vários projetos na China, Índia, Indonésia, Filipinas, Bangladesh e Vietnã. Ele foi o representante do ADB nos conselhos de várias empresas.
Domina línguas indianas como o Konkani, Tulu, Kannada e inglês fluentemente; em 2015 foi nomeado o primeiro chefe do Novo Banco de Desenvolvimento, criado pelo BRICS.

## Prêmios
- CEO mais experiente entre os bancos asiáticos - The Asian Banker Journal of Singapore
- Prêmio Homem do ano financeiro - The Mumbai Management Association
- Melhor CEO para práticas inovadoras de RH - Congresso Mundial de RH
- Líder empresarial asiático do ano - Prêmio Líder empresarial asiático 2001 ( CNBC Ásia )
- Líder de negócios destacado do ano - CNBC-TV18 , 2006
- Homem de negócios do ano - Índia dos negócios , 2005
- Prêmio Líder do Negócio do Ano - The Economic Times , 2007
- Homem de negócios do ano - Forbes Asia
- Prêmio Padma Bhushan do governo indiano - 2008